# Curetis izabella
Curetis izabella är en fjärilsart som beskrevs av Hans Fruhstorfer 1900. Curetis izabella ingår i släktet Curetis och familjen juvelvingar. Inga underarter finns listade i Catalogue of Life.